# Cyanagapanthia aurecens
Cyanagapanthia aurecens là một loài bọ cánh cứng trong họ Cerambycidae.